# مستشفى الأمراض النفسية

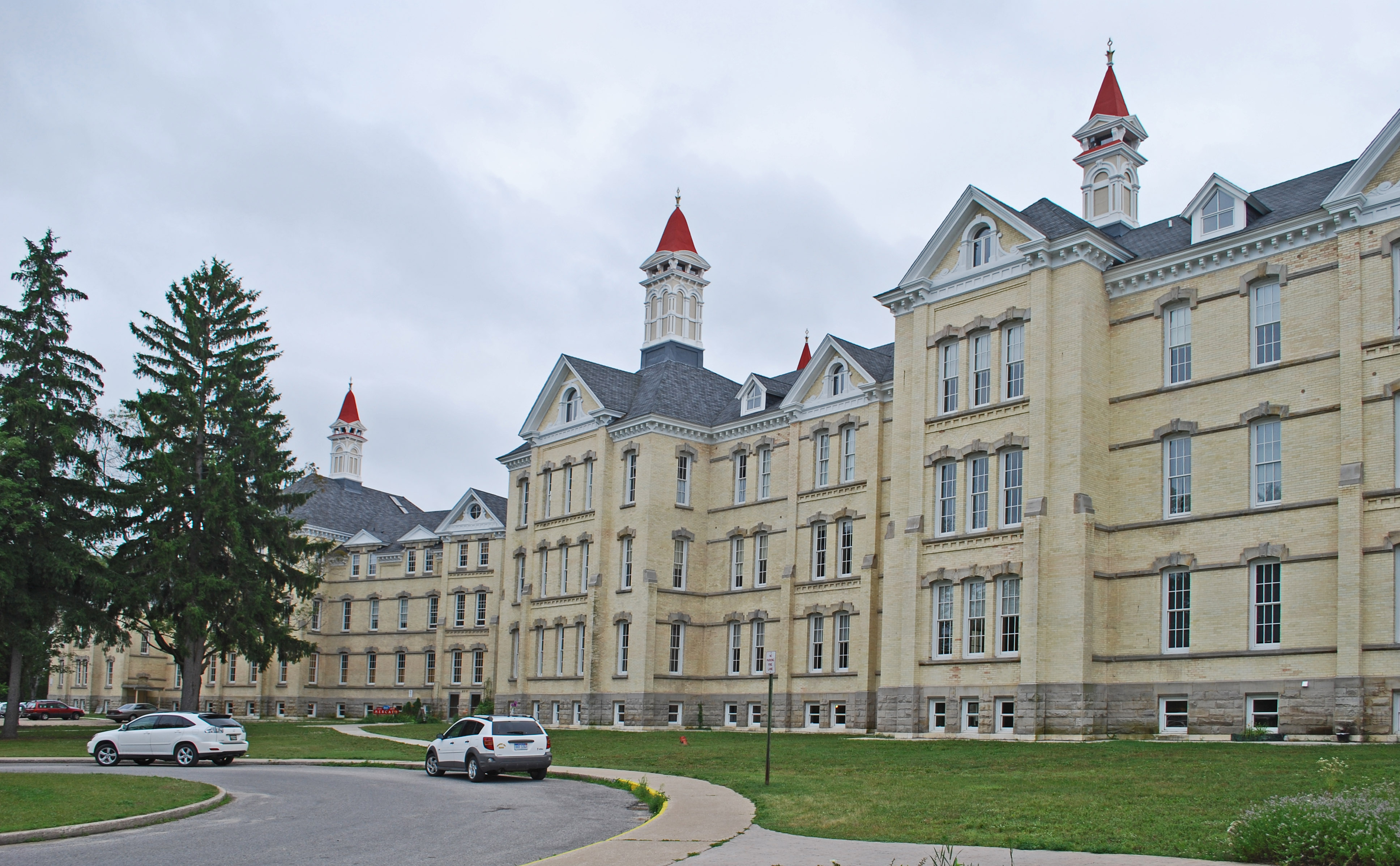
مصحة ترافرس سيتي في مدينة ترافرس سيتي، ميشيغان

مستشفى الأمراض النفسية أو البيمارستان هو المستشفى الذي يستقبل ويعالج المرضى المصابين بالأمراض العقلية.

## التاريخ
أدى ضغط قضاة المحكمة على الحكومة البريطانية، إلى إصدار قانون جديد من البرلمان سنة 1828 يقضي ببناء ملاجئ يدمج فيها الأشخاص الذين يعانون من أمراض عقلية، فتم افتتاح ملجئ ميدلسيكس كونتي أسيلوم ببلدة هانويل، شرق لندن، حيث فتح أبوابه أول مرة أواخر سنة 1831.
في البداية لم تكن هذه الملاجئ إلا عبارة عن مستودعات لحبس المرضى العقليين، حيث يتم حرمانهم من الإدماج في المجتمع، ويتم سجنهم كالمجرمين، وقد كانت ظروف المرضى في هذه الملاجئ جد سيئة وخطيرة، ولم تتم محاولة علاجهم، ففي ذلك الوقت كان الدكاترة في المرحلة الأولية لفهم الأمراض النفسية وطرق علاجها.